# Clusiodes gladiator
Clusiodes gladiator är en tvåvingeart som beskrevs av Mcalpine 1960. Clusiodes gladiator ingår i släktet Clusiodes och familjen träflugor. Inga underarter finns listade i Catalogue of Life.